# Prince Regent (DLR)

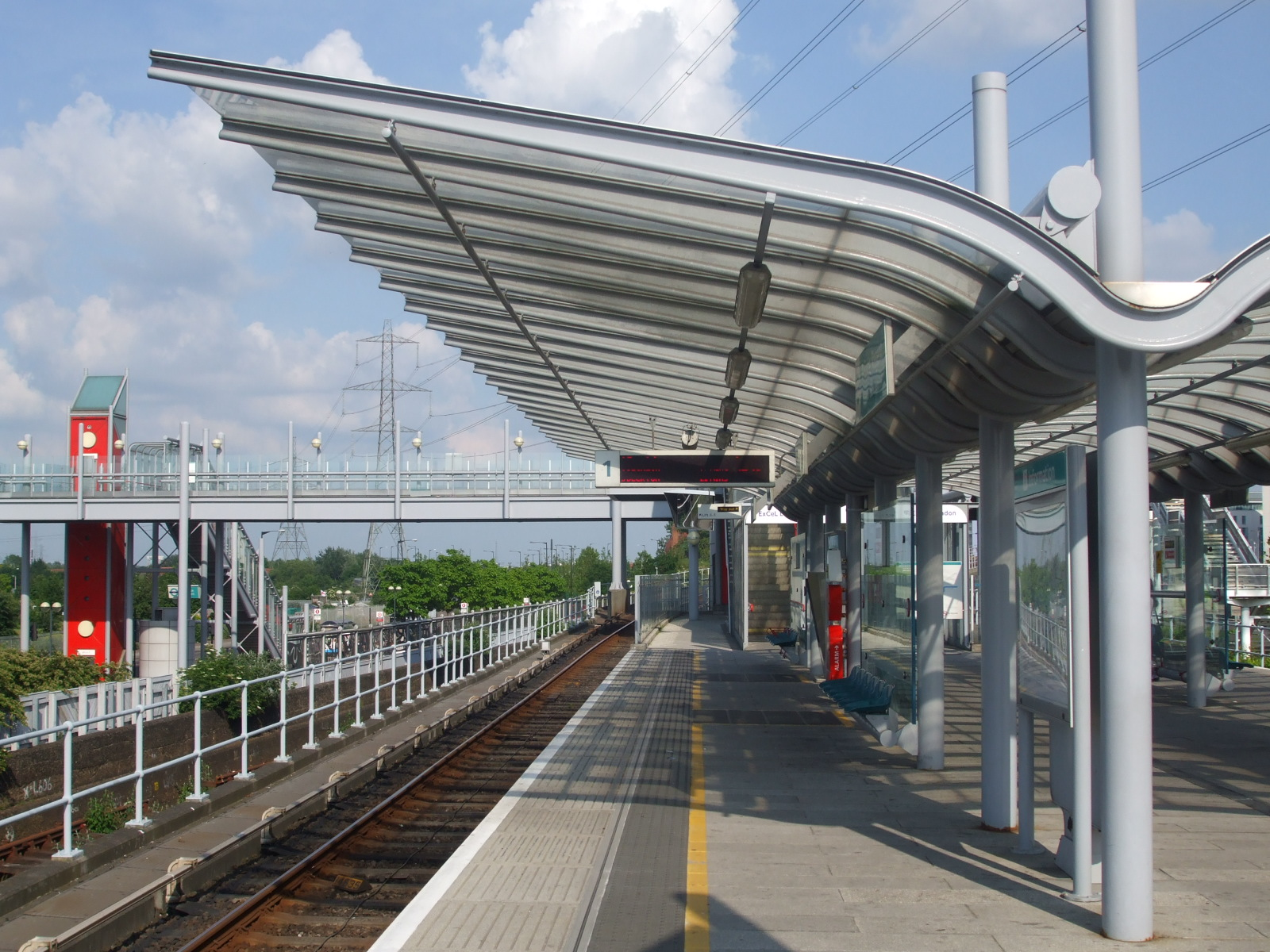
Station Prince Regent

Prince Regent ist eine Station der Docklands Light Railway (DLR) im Londoner Stadtbezirk London Borough of Newham. Sie liegt in der Travel Zone 3 an der Kreuzung von Victoria Dock Road und Prince Regent Lane im Stadtteil Custom House. Von hier aus kann der Nebeneingang der Messehalle ExCeL erreicht werden. An der Nordseite befindet sich ein kleiner Busbahnhof, an der Südseite der Royal Victoria Dock.
Eröffnet wurde die Station am 28. März 1994, zusammen mit der Zweigstrecke in Richtung Beckton. Parallel zur DLR-Strecke verläuft die Trasse der am 9. Dezember 2006 stillgelegten North London Line. Die Züge auf dieser Eisenbahnlinie hielten jedoch nicht in Prince Regent, da es keinen zusätzlichen Bahnsteig gab.